# Smack DVD
Smack DVD è un singolo del rapper statunitense Saint Jhn, pubblicato il 27 novembre 2020 come terzo estratto dal terzo album in studio While the World Was Burning.

## Tracce
1. Smack DVD – 2:58